# Kot & Köter
Kot & Köter – Die Zeitschrift für den Deutschen Hundefeind war ein deutsches Magazin, das dreimal jährlich von April 2014 bis Mai 2016 erschien. Das Blatt befasste sich satirisch mit Themen rund um den Hund. So wurden internationale Hundefleischrezepte und der Fortsetzungsroman Der Hundemörder abgedruckt. Das Crowdfunding-Projekt erwies sich aber als wirtschaftlich nicht tragbar, selbst als es im März 2015 in die Schlagzeilen wegen des Verdachts der Aufforderung zu einer Straftat geriet. Grund der Anzeige war der Abdruck des Kreisler-Liedes Tauben vergiften, bei dem eine Zeile in „Geh’ ma Hundevergiften im Park“ umgeändert worden war. Die Staatsanwaltschaft stellte das Verfahren ein. Die Affäre löste zwar noch ein geringes Ansteigen der Verkaufszahlen aus, doch Ende Mai 2016 gab Chefredakteur und Herausgeber Wulf Beleites die Einstellung des Blattes aufgrund zu geringer Verkaufszahlen bekannt. Bis zu diesem Zeitpunkt waren sieben Hefte erschienen:
- Heft 1 (April 2014)[5]
- Heft 2 (August 2014)[6]
- Heft 3 (Dezember 2014)[7]
- Heft 4 (Mai 2015)[8]
- Heft 5 (August 2015)[9]
- Heft 6 (Dezember 2015)[10]
- Heft 7 (Mai 2016)[11].

Die Idee zur Zeitung hatte Beleites Anfang der 1990er Jahre gemeinsam mit drei weiteren Journalisten bei einem Abend in der Kneipe entwickelt. Anfangs tingelte Beleites jedoch mit nichts weiter als einem Titelblatt-Entwurf durch Talkshows und gab dort gegen Honorar den Hundefeind. Eine Absicht, die Zeitschrift tatsächlich herauszubringen, hatte er anfänglich nicht, konnte aber zumindest offenlegen, dass es den Talkshowredaktionen herzlich egal war, ob die Geschichte mit der Hundehasserzeitung überhaupt stimmte. Die Startauflage umfasste 1000 Exemplare bei 850 Abonnements. Der Preis für das Magazin lag bei 7,80 Euro. In der Erstausgabe wurde eine Studie der Universität Gießen veröffentlicht, die die Bratwurstherstellung aus Dackelfleisch thematisierte, wie sie Mennoniten im Thüringen des 19. Jahrhunderts praktizierten.